# Alfredo Lucifero
Alfredo Lucifero, marchese di Aprigliano (Crotone, 6 febbraio 1858 – La Spezia, 26 marzo 1909), è stato un nobile, militare, politico e umanista italiano.

## Biografia
Nato a Crotone il 6 febbraio 1858 dal marchese e sindaco crotonese Antonio Lucifero e da Teresa Capocchiano, nonché fratello dei più noti Alfonso e Armando, fu capitano di vascello nella Regia Marina.
Nel 1889 si sposò con Anna Noemi Acton (figlia dell'ammiraglio Ferdinando Acton, allora ministro della Marina), dalla quale però non ebbe figli.
Nel 1903 venne eletto capo di gabinetto (mantenendo per ben due volte tale carica) dal ministro della Marina Carlo Mirabello. Ricevette anche la nomina a Capo di stato maggiore del Comando in Capo della Squadra Navale per tre anni e Segretario della Marina nella Commissione suprema per la difesa dello Stato.
Nel 1905 entrò in politica, venendo eletto deputato nella XXII Legislatura, nel collegio di Taranto.
Morì a La Spezia il 26 marzo 1909, a pochi giorni dalla sua promozione a contrammiraglio.

## Curiosità
- Conosceva a memoria tutti i classici e, per intero, la Divina Commedia.